# Federació Monàrquica Autonomista
Federació Monàrquica Autonomista (FMA) fou un partit polític creat el 1918, de tendència liberal i regionalista, impulsada per Joaquim Maria de Nadal i Ferrer i Damià Mateu i Bisa, i oposat a la Unión Monárquica Nacional. A les eleccions generals espanyoles de 1918 només va obtenir un diputat, i a les eleccions de 1920 i 1923 hi fou diputat Santiago Güell i López. Inicialment donaren suport la Dictadura de Primo de Rivera. La major part dels seus membres es van integrar en la Lliga Regionalista abans de 1930.